# Cardiosace citrelinea
Cardiosace citrelinea là một loài bướm đêm trong họ Noctuidae.